# Manolo Badrena
Manolo Badrena est un percussionniste né en mars 1952 à San Juan (Porto Rico).
Installé aux États-Unis, percussionniste très demandé dans les studios, Manolo Badrena a participé à des centaines d'enregistrements (jazz, pop, world music,...). Il est surtout connu pour sa participation au groupe Weather Report en 1976-1977. On a pu l'entendre auprès de musiciens aussi différents que Eubie Blake, Herb Alpert, Don Ellis, George Duke, Michel Colombier, Pat Metheny, Joni Mitchell, Airto Moreira, Eliane Elias, Ahmad Jamal, Henry Mancini, Steve Kuhn, Michael Franks,... Il a aussi participé à des enregistrements de groupes comme Zawinul Syndicate, Spyro Gyra, Blondie, Talking Heads, Sixun et les Rolling Stones.

## Discographie

### AvecCarla Bley
- 1984 : Heavy Heart
- 1985 : Night-Glo